# Songbird
Songbird是一款自由媒體播放器。Songbird整合了桌面網路播放器、數位播放器與網頁瀏覽器，是如iTunes等私有媒體播放器的替代品之一。
Songbird建基於Mozilla的XUL Runner平台，因此只需經少量修改就可在Windows、Mac OS X、與大多數的Linux個人電腦上運行。在2010年4月2日，他们宣布不再对Linux版本提供Q&A支持，但Linux版本开发并未停止。Songbird使用GStreamer媒體框架來播放媒體及使用SQLite作為媒體庫的儲存引擎（1.0以前的版本，在Linux以外使用VLC插件來播放媒體）。
Songbird的首個公眾預覽版為0.1，開發代號"Hilda"，於2006年2月8日發佈，目前的版本2.0.0於2012年6月8日發佈。
2011年3月15日，Songbird正式发布Android平台1.0版本。

## 特點

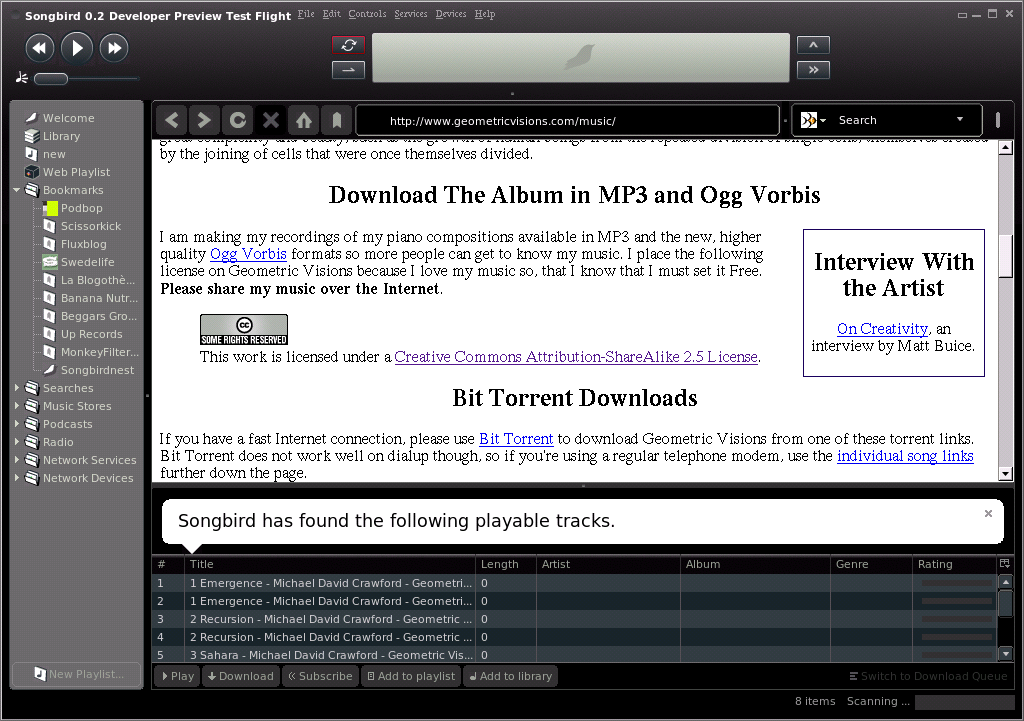
Songbird於網頁上尋找媒體檔案

根據Songbird 0.2 RC1的發佈通告現時的功特點有：
- 跨平台兼容Windows 2000、XP、Mac OS X（PowerPC、Intel）與Linux（Intel）
- 可播放多種音頻格式，如MP3、AAC、Ogg Vorbis、FLAC與Windows Media Audio等
- 可播放經蘋果與Windows Media有DRM的音訊[6]
- 可更換佈景主題的界面，在Songbird中稱為「佈景羽毛」（feathers）
- Songbird的瀏覽器將儲存在頁面上的媒體檔案顯示為可播放的檔案
- 內置RSS訂閱與MP3檔案下載
- 可將MP3網誌訂閱為播放清單
- 使用者創建書簽
- 可建立自訂混音
- 可掃瞄使用者電腦上所有音頻檔案以加入到本地媒體櫃
- 可輕易配置與折疊的圖形用戶界面，以及Mini播放器模式
- 鍵盤快捷鍵與支援媒體鍵盤
- 自動更新
- 透過eMusic整合插件整合eMusic

截至2006年10月為止未有使用外部方式自Songbird客戶端取得現正播放歌曲資料的程序，亦無法使用OPML（一個用於如Juice等自由／開源RSS媒體播放器的功能）匯入或匯出RSS訂閱。

## 擴充套件
版本0.2包含兩個擴充套件，DOM Inspector與Example Extension，另可自Songbird的擴先套件支援頁面取得更多由社群編寫的擴先套件。由社群設計的已知擴充套件為：Qloud Tagging & Search、Windjay、eMusic Integration、iTunes Importer、iPod Device、Artist Tracker、Library File Organizer、Audioscrobbler Notifier、Wikipedia Artist Display、SHOUTcast Radio Directory、UnPlug、Ad-block Plus（必須修改install.rdf）與Minimize-to-Systemtray。

## 佈景主題
Songbird計劃當中的佈景主題稱為"佈景羽毛"，版本0.2.5包含三款佈景羽毛：預設的黑色佈景羽毛"Rubberducky"（上方圖片展示）、白色的iTunes風格佈景主題"Dove"以及讓Songbird使用系統預設按鍵與框架的"Classic"，與Firefox的預設佈景主題類似。

## 本地化
Songbird版本0.4現有98種本地化的語言。

## 使用者代理
由於Songbird擁有內建網頁瀏覽器因而需要一個使用者代理字串進行識別。例如，Songbird在英語版Windows XP中會使用以下使用者代理回應：
```
Mozilla/5.0 (Windows; U; Windows NT 5.1; en-US; rv:1.8) Gecko/20061018 Songbird/0.2
```

解構：一個運行於Windows XP的Mozilla客戶端，使用2006年10月18日版本號的Songbird 0.2客戶端及美式英語語言檔。與Firefox網頁瀏覽器的使用者代理最大改變為以"Songbird/..."來取代"Firefox/..."。

## 版本歷史
| 顏色 | 代表意義         |
| ---- | ---------------- |
| 紅色 | 舊版（停止支援） |
| 黃色 | 舊版（持續支援） |
| 綠色 | 現在版本         |
| 藍色 | 未來版本         |

| 版本  | 發佈日期       | 代號    | 明顯變化 |
| ----- | -------------- | ------- | --- |
| 0.1   | 2006年2月8日   | Hilda   | |
| 0.2   | 2006年10月18日 |         | - 跨平台兼容性，多語言支援 |
| 0.2.5 | 2007年3月1日   |         | - Windows Media數位版權管理音頻播放、Quicktime數位版權管理音頻播放、USB儲存裝置支援、iPod裝置支援、自動下載語言檔與增進作業系統整合 |
| 0.3   | 2007年10月30日 | Bowie   | - 分頁瀏覽、API更新 |
| 0.3.1 | 2007年11月6日  |         | |
| 0.4   | 2007年12月27日 | Cher    | - 顯示面板 |
| 0.5   | 2008年3月26日  | Dokken  | - 支援Media Library API - 支援MTP裝置，亦包含Zune                                                                                   |
| 0.6   | 2008年3月      | Eno     | - 支援Media Library API |
| 0.6.1 | 2008年6月      |         | - 修正三個錯誤。 |
| 0.7   | 2008年8月20日  | Fugazi  | - 新界面 - 更快的本地媒体检索速度 - 增强拖放功能 - 智能播放表 - 專辑封面                                                            |
| 1.0   | 2008年12月2日  | Genesis | - 在所有平台上均使用Gstreamer媒體核心。                                                                                             |
| 1.1.1 | 2009年3月10日  | Hendrix | - Watch folders for changes and auto-import media - Fetching playlists - Playback normalization - 改進排序功能                      |
| 1.1.2 | 2009年4月9日   | Hootie  | - 修正Bug |
| 1.2   | 2009年6月18日  | Isan    | - 自動排序媒體庫檔案 - 與iTunes同步清單 - Last.fm廣播 - 新等化器                                                                    |
| 1.4.3 | 2009年12月23日 | KoЯn    | |
| 1.6   | 2010年1月      | Madonna | |

## 請參閱
- 媒體播放器列表
- 媒體播放器比較

## 外部連結
- Songbird主頁（页面存档备份，存于）
- Songbird的附加元件頁面
- Songbird Flash預覽
- Songbird Wiki
- Songbird路線圖（按照其說法該頁面已過時，建議瀏覽上方的Wiki）
- Songbird授權常見問題解答
- Songbird特點
- Songbird德語主頁（页面存档备份，存于）
- Songbird, the "open source iTunes killer," flies today - Rob Lord的訪問